# Theodosius Dobzhansky
Theodosius Dobzhansky (25 de gener de 1900 - 28 de desembre de 1975). Genetista ucraïnès, fou un dels fundadors de la Teoria Sintètica de l'Evolució, juntament amb Ernst Mayr en zoologia, G. L. Stebbins en botànica i G. G. Simpson en paleontologia.
Dobzhansky va estudiar a la Universitat de Kíiv i va emigrar als EUA l'any 1927 per a unir-se al zoòleg Thomas Hunt Morgan a la Universitat de Colúmbia. Allà va insistir en la relació entre la genètica i la teoria de l'evolució, abandonant definitivament les concepcions saltacionistes, que consideraven la transició de les espècies per salts bruscs i no gradualment per selecció natural.
Els seus estudis en genètica de poblacions, realitzats fonamentalment amb la mosca de la fruita (Drosophila), serviren perquè enunciés la seva teoria, segons la qual, "res té sentit a la biologia si no es considera des del punt de vista de l'evolució".
L'any 1937 Dobzhansky va publicar el seu llibre Genetics and the origin of species en que defensava que les variacions genètiques implicades en l'evolució i heretables eren mínimes conforme les lleis de Mendel. Segons el genetista ucraïnès els individus d'una població qualsevol eren portadors de diferents al·lels. Certes constitucions determinades per un conjunt d'al·lels li atorgaven als individus que els tinguessin una millor adaptació, aconseguint aquests individus una major esperança de vida i descendència. Això provoca que gradualment els individus vagin adquirint majoritàriament aquests al·lels i, finalment, tots els individus els presentaran.